# Toga

Rzymska toga (na przykładzie posągu Augusta) z uwidocznionym powyżej schematem wkładania

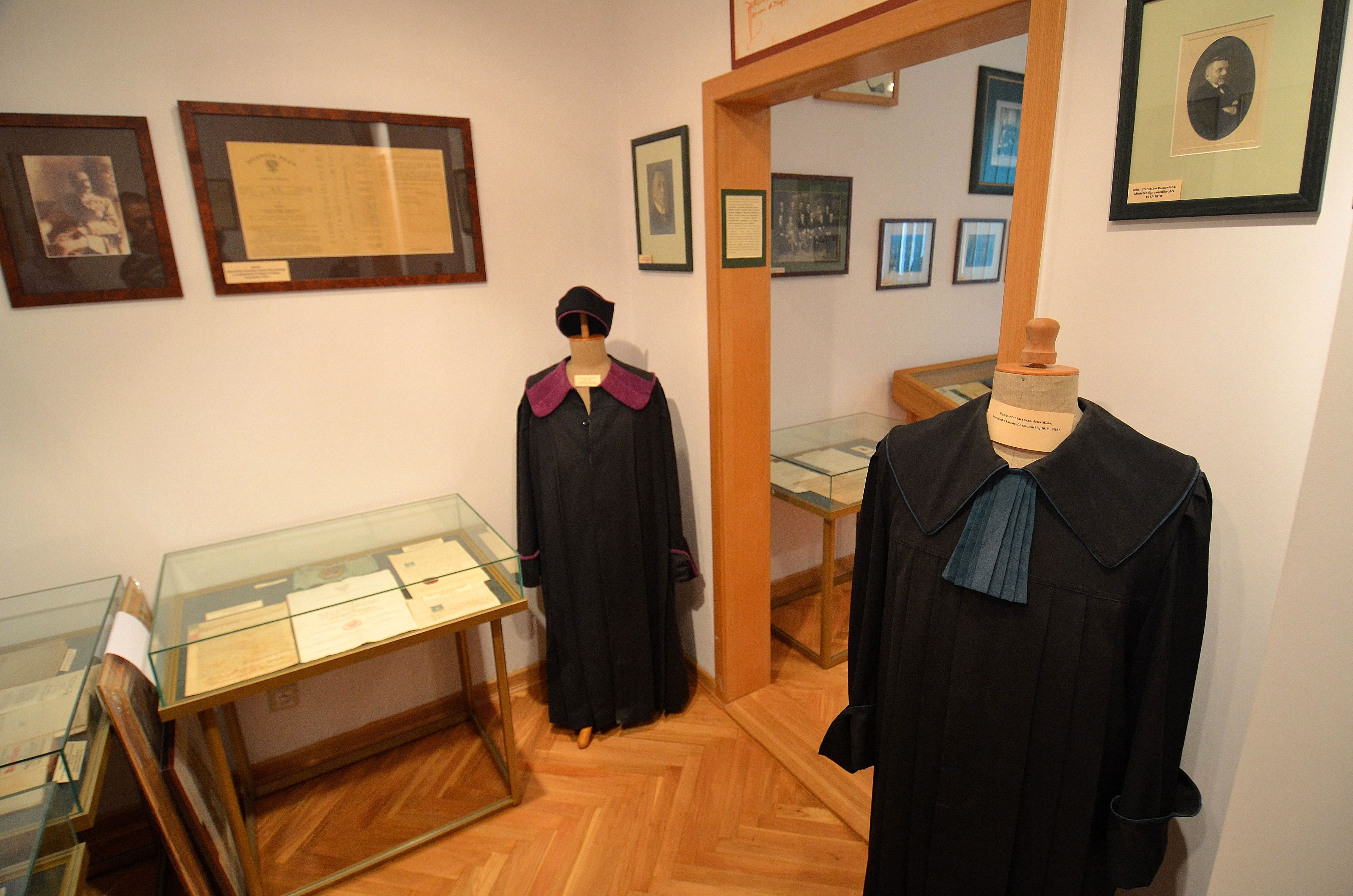
Togi adwokackie w Muzeum Adwokatury Polskiej w Warszawie

Toga – w starożytności długie, wierzchnie okrycie noszone przez obywateli rzymskich; w czasach późniejszych rodzaj obszernej fałdowanej szaty będącej urzędowym strojem przedstawicieli sądownictwa i uroczystym strojem akademickim.  

## W historii
W starożytnym Rzymie była to wierzchnia szata męska wykonana z szerokiego i długiego pasma (ok. 5 m) grubego materiału wełnianego, zazwyczaj w kolorze białym (toga pura, alba). Odpowiednio drapowaną togę wkładano na tunikę, zarzucając ją na lewe ramię, a prawe pozostawiając odsłonięte. Uważana za narodowy strój Rzymianina, stanowiła oznakę dostojeństwa pełnoprawnego obywatela. Zdobiona była barwnym lamowaniem (toga praetexta) lub haftem (toga picta), a przywdziewana jako ubiór żałobny (toga pulla) miała ciemną barwę. Chłopcu wchodzącemu w wiek męski (14-16 lat) przysługiwała uroczyście otrzymywana toga virilis.
W średniowieczu stała się ubiorem wykładowców uniwersytetów i ze środowiska akademickiego przeniknęła do kręgów kościelnych i prawniczych.

## Współcześnie
Ten artykuł należy dopracować:

przedstawiono sytuację tylko z polskiej perspektywy – artykuł powinien być przekrojowy.
Pomóż go poprawić. Na stronie dyskusji mogą znajdywać się pomocne komentarze.

### Zawody prawnicze
Obecnie toga jest strojem urzędowym używanym przez przedstawicieli zawodów prawniczych na rozprawie sądowej; jej wzór jest w Polsce określony przepisami prawa. Toga jest suknią fałdzistą z lekkiego czarnego materiału wełnianego lub wełnopodobnego, sięgającą powyżej kostek – około 25 cm od ziemi. Toga u dołu ma w obwodzie od 270 do 278 cm i od karczka w dół ułożona jest w kontrafałdy: po trzy na obydwu przodach togi oraz pięć do siedmiu na plecach. Kołnierz togi jest okrągły, płasko wyłożony. Toga zapinana jest na pięć guzików. Rękawy mają u dołu w obwodzie 75 cm. Przy kołnierzu togi wszyty jest żabot, długości 21 cm, ułożony w 13 kontrafałd. Kolor żabotu oraz obszyć różni się w zależności od zawodu prawniczego:
- sędziowie i ławnicy – fioletowy[4][5]. Fiolet symbolizuje chłodne nastawienie, powściągliwość i neutralność między kolorami symbolizującymi prokuratora i adwokata. U sędziów Sądu Najwyższego tego samego koloru jest też kołnierz i mankiety togi. Dodatkowo sędzia przewodniczący rozprawie nakłada na kołnierz togi łańcuch barwy złotej z wizerunkiem godła Polski tej samej barwy, co podkreśla, że reprezentuje kraj.
- prokuratorzy – czerwony[6], symbolizuje zagrożenie (dla oskarżonego),
- adwokaci – zielony[7], antagonista czerwieni, symbolizuje też nadzieję (dla oskarżonego),
- radcy prawni – ciemnoniebieski[8],
- radcy Prokuratorii Generalnej Rzeczypospolitej Polskiej – błękitnoszary[9],
- sędziowie Trybunału Konstytucyjnego – biało-czerwony[10], barwy flagi państwowej, kolejny sposób na podkreślenie, że reprezentują państwo.

### Strój akademicki

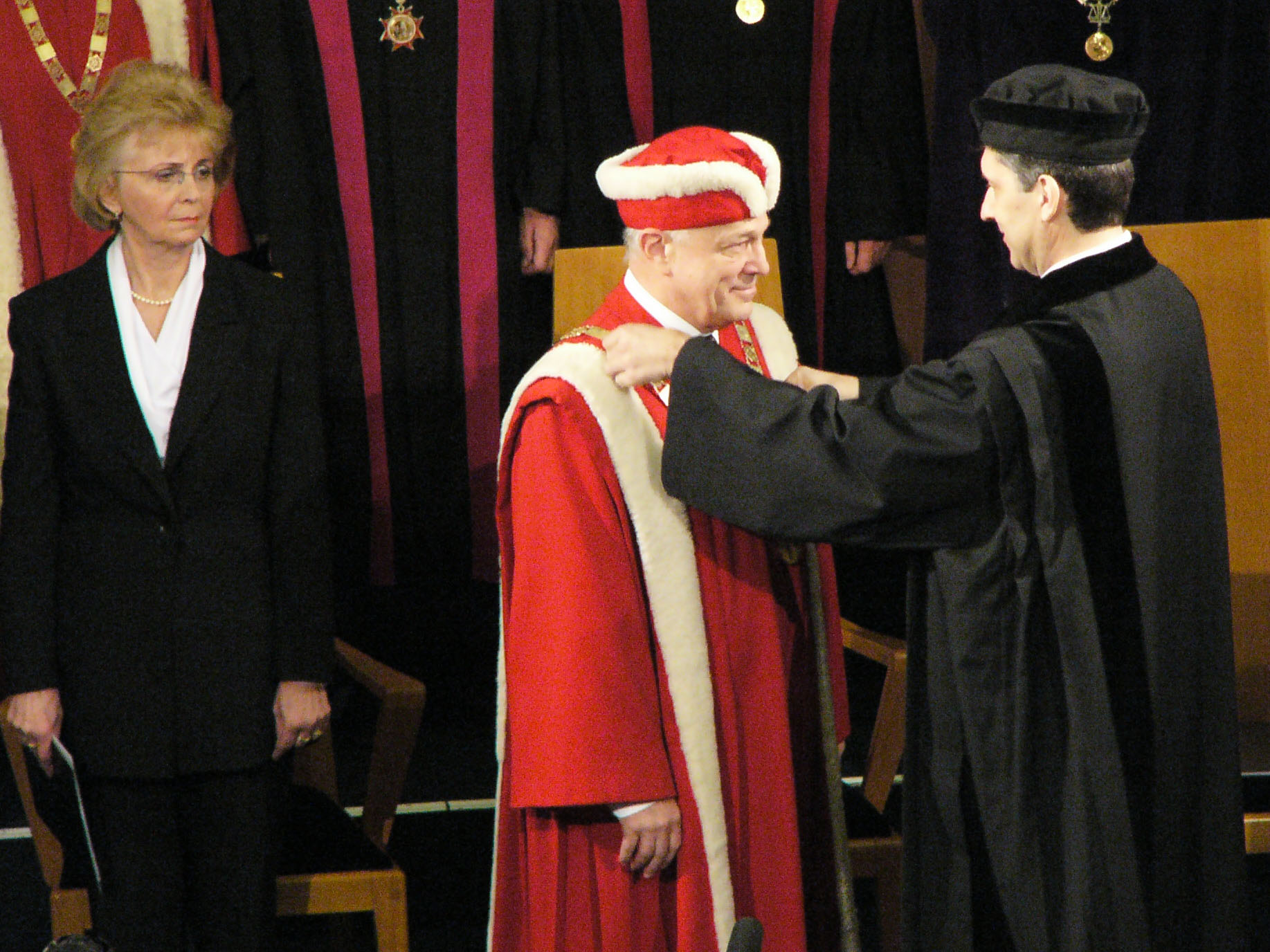
Przedstawiciele hierarchii akademickiej w togach

Tradycja noszenia togi w środowisku akademickim sięga początków średniowiecznego uniwersytetu. Stąd przeniknęła do kręgów kościelnych (w tym stała się dominującym strojem liturgicznym Kościołów protestanckich) i prawniczych.
W Polsce jest strojem ceremonialnym nauczycieli akademickich wyższych uczelni, w tym zwłaszcza rektorów i prorektorów, dziekanów, prodziekanów i członków senatów, doktorów honoris causa). Prawo do noszenia togi akademickiej nabywa się z momentem uzyskania pierwszego stopnia naukowego, którym jest stopień doktora. Stroje noszone przez studentów podczas uroczystości wręczenia dyplomów nie są togami akademickimi, lecz uroczystym ubiorem podobnym do strojów noszonych przez akademików.

### Protestancka szata liturgiczna

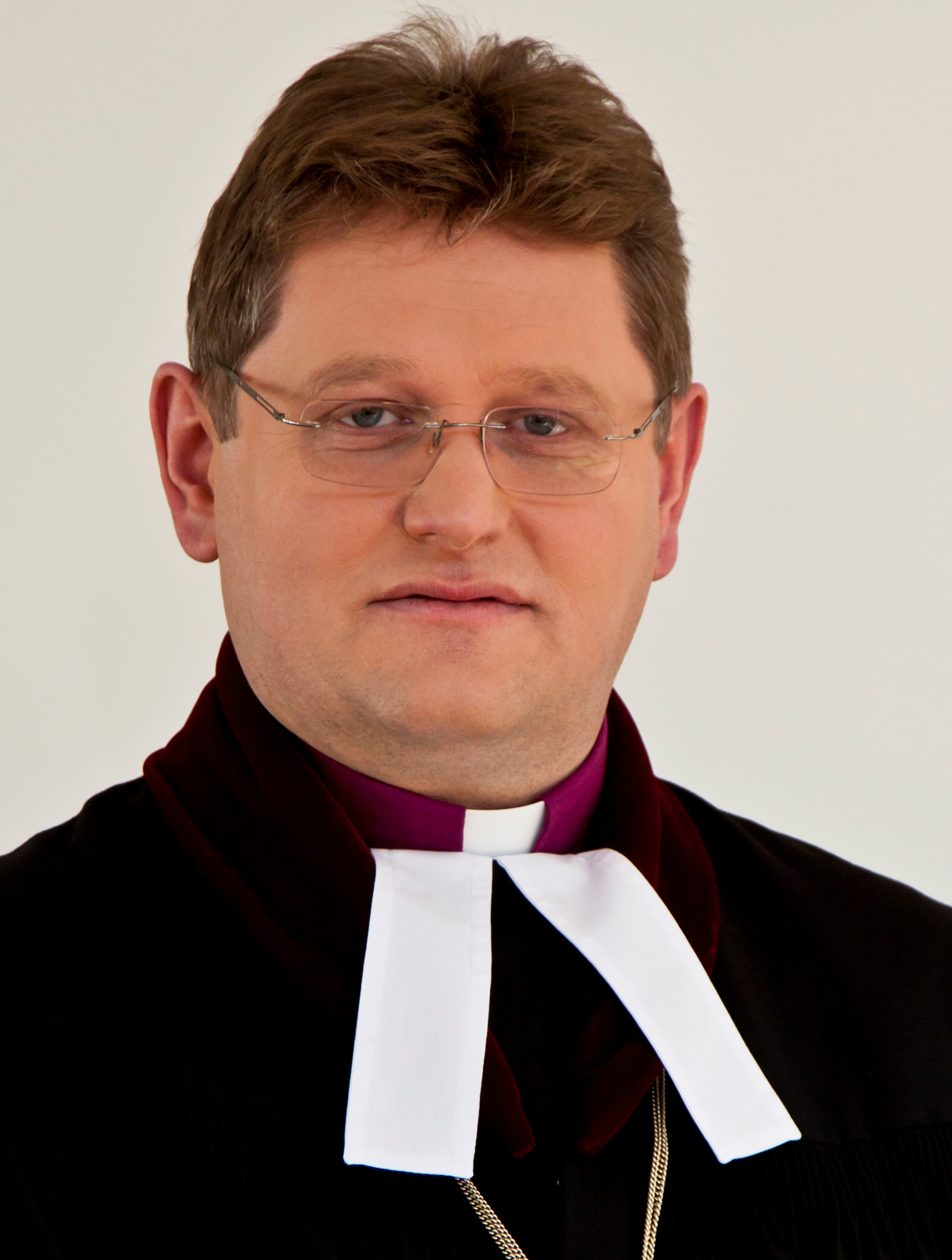
Protestancki duchowny, bp Jerzy Samiec w czarnej todze z białą befką

Ze świata akademickiego toga przeniknęła do Kościołów protestanckich, gdyż wielu pierwszych reformatorów, na czele z Marcinem Lutrem było nauczycielami akademickimi. Stąd toga jest tradycyjnym strojem liturgicznym używanym przez duchownych wielu Kościołów protestanckich. Już w XVI wieku czarna toga zakładana była przez duchownych niektórych Kościołów do odprawiania nabożeństw. Obecnie najczęściej spotyka się czarną togę, której towarzyszy biała befka. Strój taki jest używany w Polsce przez duchownych Kościoła Ewangelicko-Augsburskiego (od XIX wieku), Kościoła Ewangelicko-Reformowanego i Kościoła Ewangelicko-Metodystycznego. Podczas gdy luteranie i metodyści dopuszczają także używanie białej alby i stuły, ewangelicy reformowani stosują wyłącznie czarną togę. Czarna toga używana jest przez pastorów Kościołów praktykujących chrzest przez pełne zanurzenie do udzielania tego obrządu w baptysterium lub innym akwenie. Pastorzy Kościoła Adwentystów Dnia Siódmego używają czarnej togi z białą befką do odprawiania nabożeństw żałobnych.